# سبخة المقطع
سبخة المقطع هي سبخة تقع في ولاية مدنين من الجنوب التونسي على الحدود التونسية الليبية، جنوب شرقي مدينة بنقردان.
| سبخة المقطع |